# Empedocles
Empedocles (phiên âm: /ɛmˈpɛdəkliːz/; tiếng Hy Lạp cổ: Ἐμπεδοκλῆς; Empedoklēs; phát âm tiếng Hy Lạp: [empedoklɛ̂ːs]; khoảng 490–430 TCN) là một nhà triết học Hy Lạp tiền Socrates và là một công dân của Agrigentum, một thành phố Hy Lạp nằm trên đảo Sicilia. Empedocles nổi tiếng nhất là nhờ ông là người khởi xướng cho thuyết nguồn gốc vũ trụ tạo bởi bốn nguyên tố cổ điển là đất, không khí, lửa và nước. Trong quá trình phát triển của sinh vật thì đầu tiên xuất hiện thực vật, rồi đến động vật, rồi đến con người. Trong quá trình ấy, những loài có thể thích nghi được với hoàn cảnh thì sinh tồn, những loài không thích nghi được thì diệt vong. Ông cũng là người đề xuất ra khái niệm năng lượng gọi là Ái tình và Xung đột (Love and Strife) nhờ đó mà các nguyên tố cổ điển có thể hòa trộn hoặc tách rời.

## Cuộc đời

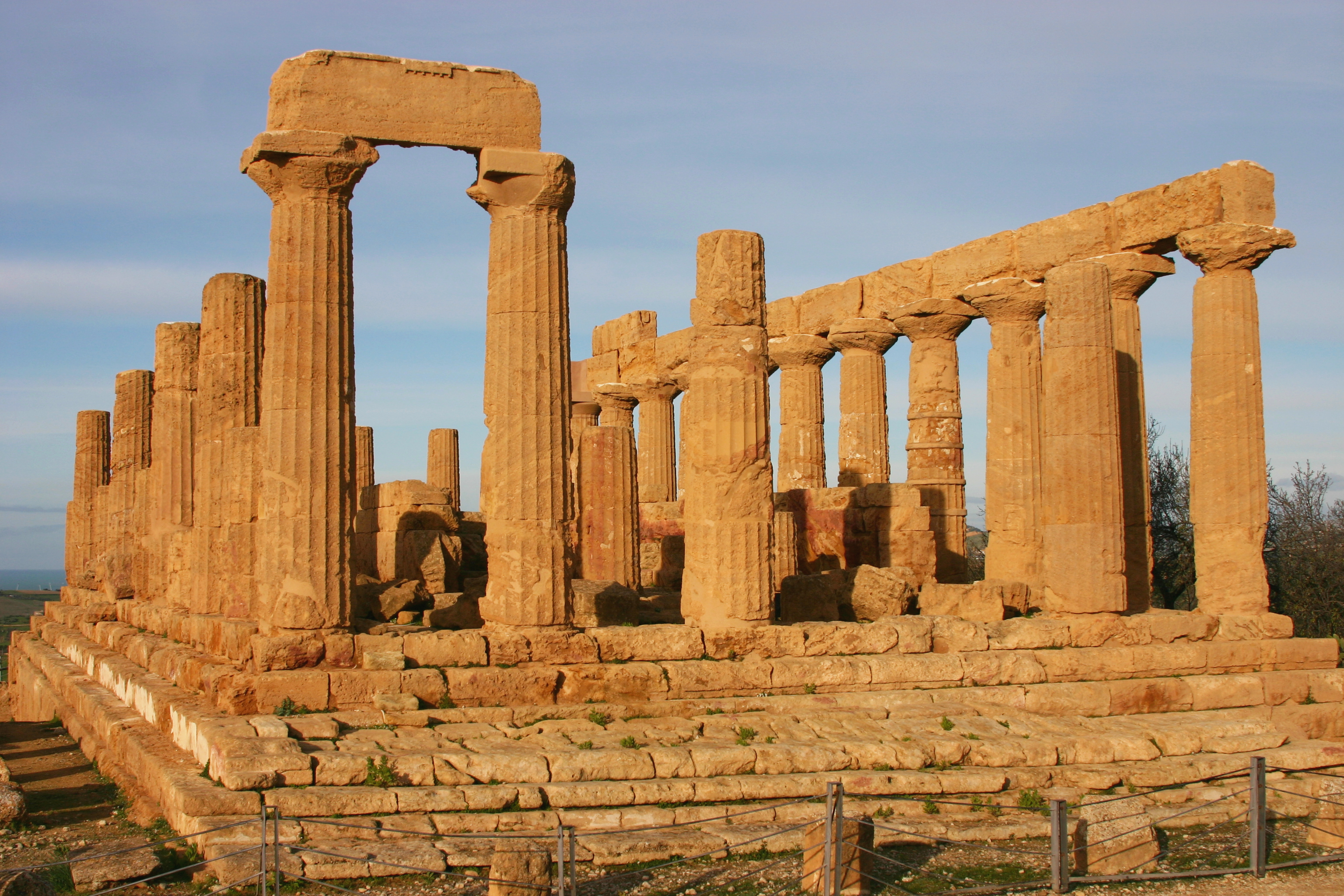
Đền thờ Hera ở Agrigentum, được xây dựng khi Empedocles còn là thanh niên, khoảng năm 470 TCN.

Empedocles sinh ra khoảng năm 490 TCN ở Agrigentum (Acragas) trên đảo Sicilia trong một gia đình danh giá. Có rất ít thông tin về cuộc đời của ông. Cha ông, Meto, dường như đã bị lơi dụng để lật đổ bạo chúa của Agrigentum, Thrasydaeus, vào năm 470 TCN. Empedocles đã tiếp nối truyền thống là người theo quan điểm dân chủ giống cha mình khi ông góp sức trong việc lật đổ chính quyền kế tiếp hoạt động theo kiểu chính trị đầu sỏ. Người ta nói rằng ông rất hào hiệp trong việc trợ giúp người nghèo; gay gắt đấu tranh với thói hống hách của tầng lớp quý tộc; và thậm chí ông còn từ chối làm chủ thành phố khi người ta đề nghị ông. Empedocles bị chết vì rơi xuống núi lửa Etna ở Sicilia.